# Zanny Adairalba
Zanny Adairalba é uma dramaturga, poeta, compositora, mestra da cultura popular e produtora cultural brasileira. Filha de pernambucanos, nasceu em Manaus, cresceu em Pernambuco e viveu em São Paulo e no Rio de Janeiro. 
Em 1992 deixou Pernambuco para residir em Roraima, extremo norte do Brasil, onde desenvolve ações de incentivo à leitura e à literatura como membro fundadora do Coletivo Caimbé, associação cultural amazônica que tem como objetivo fomentar a cidadania usando a literatura como principal ferramenta. 
Autora de 13 obras poéticas, 02 peças teatrais e mais de 30 livretos de cordéis que abordam temas variados, acumula em seu currículo diversos prêmios por seus trabalhos literários e musicais. 
É referência no cenário cultural de Roraima, sobretudo por ser a primeira mulher a produzir literatura de cordel em ‘terras macuxis. Em 2017 recebeu do Ministério da Cultura, o título de Mestra da Cultura popular, como reconhecimento ao trabalho voltado para o fomento da literatura de cordel no estado de Roraima, difundindo os saberes e fazeres desta arte para além dos limites de suas comunidades de origem e contribuindo desta forma para sua continuidade.
Na dramaturgia, a escritora possui duas peças premiadas, sendo: “Maria Felipa de Oliveira – A heroína negra da independência do Brasil”, (ano 2021) pelo Prêmio Nacional Funarte de Dramaturgia – 200 Anos de Artes no Brasil e "Chegança - O cordel do bem-querer", (ano 2015) 1o Lugar pelo Projeto Internacional de Dramaturgia Feminina La escritura de las diferencias - Capítulo Brasil; ambas destinadas ao público infanto-juvenil. Em 2003 Zanny produziu, em parceria com o comunicador Chiquinho Santos, o 1º auto de natal roraimense.  O texto cordelizado intitulado ”Caimbé de Natal - O Auto de Macunaima” foi encenado em praça pública, por três anos consecutivos, durante os festejos natalinos promovidos pela Prefeitura Municipal de Boa Vista, capital de Roraima.
No ano de 2021, a escritora publicou seu décimo livro poético, "Versos de beira-rio para quem gosta de sonhar Edição Bilíngue (Português e Espanhol)", apoiado pelo Governo do Brasil e pelo Estado de Roraima, por meio da Secretaria do Estado da cultura e do Fundo Estadual da cultura, com recursos provenientes da Lei Federal  N.o 14.017, de 29 de junho de 2020. A obra, elaborada com o objetivo de incentivar crianças, jovens e adultos a adentrarem no mundo da leitura pelo caminho da poesia, foi escrita em quadras de cordel, numa linguagem de fácil entendimento e textos que destacam as riquezas e a diversidade da cultura amazônica.
No segmento musical, Zanny possui diversas composições premiadas em Festivais e Mostras de música roraimense, além de registrar mais de 50 canções folclóricas autorais gravadas pelo Movimento Quadrilheiro do estado de Roraima.
Em 2019, Zanny, que também é ativista cultural, recebeu da Universidade Federal de Roraima troféu e certificado de Menção Honrosa, em reconhecimento às relevantes ações desenvolvidas no campo da cultura.
Na área pública, atua como gestora e produtora cultural e, entre outras ações em prol do fortalecimento da arte brasileira, foi uma das fundadoras do Fórum permanente de Cultura de Roraima além de atuar como coordenadora nas conferências municipais de culturas da Capital Boa Vista. 
Junto ao Coletivo Caimbé (www.caimbe.blogspot.com.br), Zanny desenvolve, há 15 anos, ações focadas na promoção da cidadania através da produção de eventos, atividades educativas e organização de saraus, palestras, oficinas e mesas redondas em feiras, escolas, teatros, centros culturais, praças públicas, comunidades indígenas, teatros e universidades. Um trabalho contínuo que registra circulação em sete dos 15 municípios de Roraima e no estado do Amazonas, Pernambuco e Alagoas.

## Prêmios
| Ano  | Premiação | Livro, poesia, dramaturgia, música                                                      |
| ---- | --- | --------------------------------------------------------------------------------------- |
| 1989 | Prêmio Poetas Brasileiros de Hoje 1989: Produção 1989: Coletânea]                                                          | A canção do vadio                                                                       |
| 2004 | Concurso Sesi de Poesia 2004: Produção 2004: Seleção]                                                                      | Quanto vale um ‘cantadô                                                                 |
| 2006 | Concurso Sesi de Poesia 3º Lugar: Produção 2006: Categoria Escrita]                                                        | Lições em tempos de ar                                                                  |
| 2010 | Concurso Sesi de Poesia 1º Lugar: Produção 2010: Categoria Interpretação]                                                  | Folhas                                                                                  |
| 2010 | Concurso Sesi de Poesia 2º Lugar: Produção 2010: Categoria Escrita]                                                        | Folhas                                                                                  |
| 2010 | Concurso Sesi de Poesia 1º Lugar, interpretado pela atriz Cecília Montelles: Produção 2010: Categoria Interpretação]       | Folhas                                                                                  |
| 2010 | III Prêmio Literário Canon de Poesia 2010: Produção 2010: Coletânea]                                                       | Folhas                                                                                  |
| 2010 | Concurso Nacional de Poesia TOC 140, 2010: Produção 2010: Coletânea]                                                       | Solidão                                                                                 |
| 2010 | Festival Canto Forte 9º Lugar, interpretado pela cantora Regina Lima: Produção 2010]                                       | Entre Cordas e vocais                                                                   |
| 2011 | Mostra de Música Sesc Canta Roraima, interpretado pela cantora Cláudia Lima]                                               | Trilho Solidão                                                                          |
| 2011 | Antologia do II Concurso de poesias da Revista Literária – Apoio cultural Grupo Editorial Scortecci: Produção 2011:]       | Naftalina                                                                               |
| 2012 | Concurso Sesi de Poesia 1º Lugar, interpretado pelo ator Anderson Souza: Produção 2012: Categoria interpretação]           | Olheiros da madrugada                                                                   |
| 2012 | Concurso Sesi de Poesia 2º Lugar, interpretado pelo ator Anderson Souza: Produção 2012: Categoria escrita]                 | Olheiros da madrugada                                                                   |
| 2012 | Mostra de Música Sesc Canta Roraima, apresentada pelos cantores Claudio Moura e Claudia Lima: Produção 2012]               | Estradas                                                                                |
| 2013 | Festival Canto Forte 1º Lugar, interpretada pela cantora Jéssica Stephens: Produção 2013: Categoria Música]                | Marias                                                                                  |
| 2013 | Festival Canto Forte, prêmio de Melhor intérprete para a cantora Jéssica Stephens: Produção 2013: Categoria interpretação] | Marias                                                                                  |
| 2014 | Festival Canto Forte 9º Lugar, interpretada pela cantora Cláudia Lima: Produção 2014]                                      | Ciranda de luar                                                                         |
| 2015 | Prêmio Internacional de dramaturgia feminina La escritura de las diferencias – Capítulo Brasil 1º Lugar]                   | Chegança – O Cordel do bem-querer                                                       |
| 2015 | Festival Canto Forte 7º Lugar, interpretada pela cantora Claudia Lima: Produção 2015]                                      | Meu canto de amor por Roraima                                                           |
| 2015 | Concurso Nacional de poesia Sementes Líricas, para publicação de obra literária: Produção 2015 Editora Literacidade ]      | Pétala de despedidas                                                                    |
| 2016 | Mostra de Música Sesc Canta Roraima, interpretada pela cantora Dalva Ribeiro: Produção 2016]                               | Um dia de Festa                                                                         |
| 2016 | Mostra de Música Sesc Canta Roraima, interpretada pela cantora Dalva Ribeiro: Produção 2016]                               | Ciranda de enamorar                                                                     |
| 2017 | Título de Mestra da Cultura Popular, pelo Ministério da Cultura: Produção 2017]                                            | Fomento da Literatura de Cordel na Amazônia                                             |
| 2017 | Mostra de Música Sesc Canta Roraima, interpretada pela cantora Regina Lima: Produção 2017]                                 | Marias                                                                                  |
| 2017 | Mostra de Música Sesc Canta Roraima, interpretada pela cantora Regina Lima: Produção 2017]                                 | Meu canto de amor por Roraima                                                           |
| 2018 | VIII Festival Internacional de Dramaturgia Feminina, Havana, Cuba: Produção 2018: Categoria Coletânea]                     | Chegança – O cordel do bem-querer                                                       |
| 2019 | Universidade Federal de Roraima: Honra ao mérito 2019]                                                                     |                                                                                         |
| 2019 | Seleção Lei Aldir Blanc Governo do Estado de Roraima: Produção 2019]                                                       | Publicação da obra Versos de beira-rio para quem gosta de sonhar                        |
| 2019 | Seleção Lei Aldir Blanc Prefeitura Municipal de Boa Vista: Produção 2019]                                                  | Edição Online do projeto Sarau da Lona Poética.                                         |
| 2021 | Prêmio Funarte de Dramaturgia – 200 Anos de Artes no Brasil: Produção 2021]                                                | Peça teatral: Maria Felipa de Oliveira – A heroína negra da Independência do Brasil.\|- |
| 2022 | Prêmio Antologia 200 Anos de Independência – Ministério do Turismo: Produção 2022]                                         | Texto poético: Mulheres da Independência do Brasil.\|-                                  |